# Idanha-a-Nova e Alcafozes
Idanha-a-Nova e Alcafozes (oficialmente: União das Freguesias de Idanha-a-Nova e Alcafozes) é uma freguesia portuguesa do município de Idanha-a-Nova, com 284,78 km² de área e 2388 habitantes (censo de 2021). A sua densidade populacional é 8,4 hab./km².

## História
Foi constituída em 2013, no âmbito de uma reforma administrativa nacional, pela agregação das antigas freguesias de Idanha-a-Nova e Alcafozes e tem a sede em Idanha-a-Nova.

## Demografia
A população registada nos censos foi:
| Distribuição da População por Grupos Etários | Distribuição da População por Grupos Etários | Distribuição da População por Grupos Etários | Distribuição da População por Grupos Etários | Distribuição da População por Grupos Etários |
| -------------------------------------------- | -------------------------------------------- | -------------------------------------------- | -------------------------------------------- | -------------------------------------------- |
| Ano                                          | 0-14 Anos                                    | 15-24 Anos                                   | 25-64 Anos                                   | > 65 Anos                                    |
| 2001                                         | 313                                          | 353                                          | 1242                                         | 863                                          |
| 2011                                         | 332                                          | 200                                          | 1241                                         | 781                                          |
| 2021                                         | 282                                          | 255                                          | 1126                                         | 725                                          |

À data da junção das freguesias, a população registada no censo anterior foi:
| Freguesia atual           | Freguesia atual  | Freguesia atual | Freguesias antigas | Freguesias antigas | Freguesias antigas |
| Freguesia                 | População (2011) | Área (km²)      | Freguesia          | População(2011)    | Área               |
| ------------------------- | ---------------- | --------------- | ------------------ | ------------------ | ------------------ |
| Idanha-a-Nova e Alcafozes | 2554             | 284,78          | Idanha-a-Nova      | 2352               | 227,96             |
| Idanha-a-Nova e Alcafozes | 2554             | 284,78          | Alcafozes          | 202                | 56,82              |